# Roberto Zandonella
Roberto Zandonella Necca  (Comelico, 14 april 1944) is een voormalig Italiaans bobsleeremmer. Zandonella won tijdens de Olympische Winterspelen 1968 de gouden medaille in de viermansbob. Twee jaar later werd hij als remmer wereldkampioen in de viermansbob. Tijdens de Olympische Winterspelen 1972 behaalde Zandonella met de Italiaanse bob de achtste plaats.

## Resultaten
- Olympische Winterspelen 1968 in Grenoble  in de viermansbob
- Wereldkampioenschappen bobsleeën 1969 in Lake Placid  in de viermansbob
- Wereldkampioenschappen bobsleeën 1970 in Sankt Moritz  in de viermansbob
- Olympische Winterspelen 1972 in Sapporo 8e in de viermansbob

1924: Scherrer / Neveu / A.Schläppi / H.Schläppi ·
1928: Fiske / Tucker / Mason / Gray / Parke ·
1932: Fiske / Eagan / Gray / O'Brien ·
1936: Musy / Gartmann / Bouvier / Beerli ·
1948: Tyler / Martin / Rimkus / D'Amico ·
1952: Ostler / Kuhn / Nieberl / Kemser ·
1956: Kapus / Diener / Alt / Angst ·
1964: V.Emery / Kirby / Anakin / J.Emery ·
1968: Monti / De Paolis / Zandonella / Armano ·
1972: Wicki / Leutenegger / Camichel / Hubacher ·
1976: Nehmer / Babock / Germeshausen / Lehmann ·
1980: Nehmer / Musiol / Germeshausen / Gerhardt ·
1984: Hoppe / Wetzig / Schauerhammer / Kirchner ·
1988: Fasser / Meier / Fässler / Stocker ·
1992: Appelt / Schroll / Winkler / Haidacher ·
1994: Czudaj / Brannasch / Hampel / Szelig ·
1998: Langen / Zimmermann / Jakobs / Hampel ·
2002: Lange / Kühn / Kuske / Embach ·
2006: Lange / Hoppe / Kuske / Putze ·
2010: Holcomb / Mesler / Tomasevicz / Olsen ·
2014: Melbārdis / Dreiškens / Vilkaste / Strenga  ·
2018: Friedrich / Bauer / Grothkopp / Margis   ·
2022: Friedrich / Margis / Bauer / Schüller